# Robert Dowland
Robert Dowland (c. 1591 - 28 novembre de 1641) fou un llaütista i compositor anglès. Era fill del llaütista i compositor John Dowland, autor de gairebé 90 cançons per a llaüt i altres peces escrites pel mateix instrument. D'en Robert mateix se'n coneixen només unes poques obres.
El 1610 va publicar dues col·leccions de música, A Varietie of Lute Lessons and A Musical Banquet (una antologia d'obres per a altres compositors incloent-hi el seu pare). El 1626 va morir el seu pare i Robert el va succeir coma llaütista reial.